# Ishikawa Yuji
Yuji Ishikawa (sinh ngày 2 tháng 7 năm 1979) là một cầu thủ bóng đá người Nhật Bản.

## Sự nghiệp câu lạc bộ
Yuji Ishikawa đã từng chơi cho Sanfrecce Hiroshima và Tokushima Vortis.